# Iabalcea
Iabalcea (chorw. Jabalče) – wieś w Rumunii, w okręgu Caraș-Severin, w gminie Carașova. W 2011 roku liczyła 234 mieszkańców. 